# 普萊森特瓦利鎮區 (堪薩斯州第開特縣)
普萊森特瓦利鎮區（英語：Pleasant Valley Township）為美國堪薩斯州第開特縣轄下的鎮區。2010年美国人口普查中此鎮區人口有38人。

## 地理
普萊森特瓦利鎮區涵蓋總面積為92.6平方（35.76平方英里），其中陸地面積為92.6平方（35.74平方英里），水域面積為0.052平方（0.02平方英里）或0.06%。海拔高度750（2,460英尺）。

## 人口統計
根據2010年美國人口普查，普萊森特瓦利鎮區人口有38人，其中男性有24人，女性有14人，人口密度為每平方公里0.41人，住房計27戶。鎮區內的白人有38人，非裔美國人有0人，美洲原住民有0人，亞裔美國人有0人，太平洋島裔美國人有0人，其他種族有0人，混血種族則有0人。此外鎮區內有0人為西班牙裔或拉丁裔美國人。此鎮區之年齡中位數為55.5歲，而男性年齡中位數為51.7歲，女性年齡中位數為64.0歲。

## 交通

### 主要公路
- 383號堪薩斯州州道